# 改革派 (ユダヤ教)

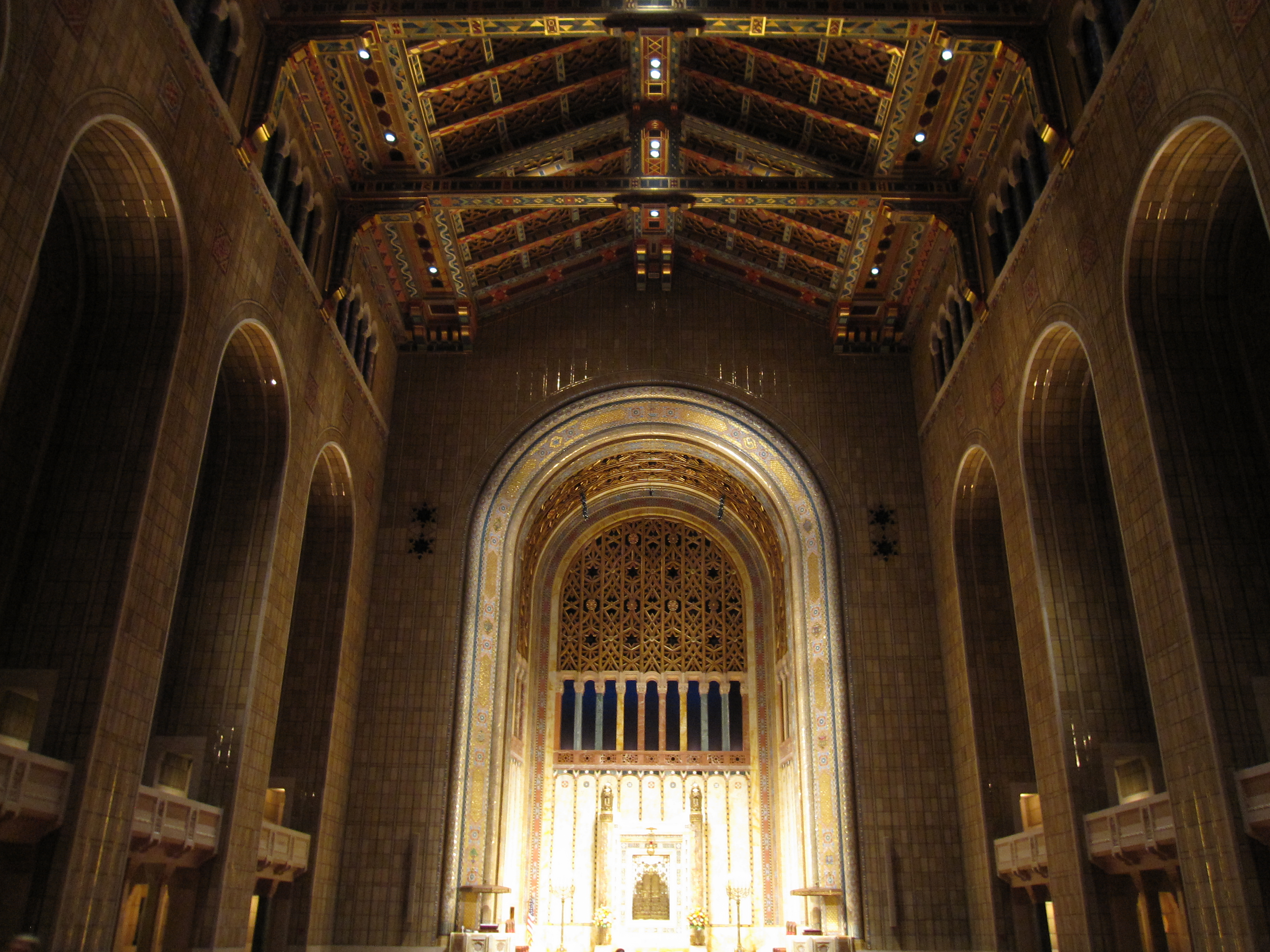
シナゴーグ インマヌエル, ニューヨーク.

改革派（かいかくは、Reform Judaism）は、19世紀のはじめからドイツに起こり、イギリス、アメリカ合衆国、その他の地域に及んだユダヤ教の流派。

## 概要
絶えず変革を唱え、慣習と方針面においては簡素化と大きな再解釈、またディアスポラの立場をとることが多い。シナゴーグにおける礼拝においてはキリスト教の教会の要素を取り入れ、ディアスポラの地における言語での祈りを取り入れる。オルガンと合唱隊（聖歌隊）をそなえる。男女の分け隔てをするメヒッツァーなどはつけない。イスラエルでは、改革派の施設は存在するが、正統派以外の公的活動は認められていない。

## ラビと歴史年表
- ザームエル・ホルトハイム Samuel Holdheim（1806 - 1860）
- アイザック・メイアー・ワイズ Isaac Mayer Wise（1819 - 1900）
- カウフマン・コーラー Kaufmann Kohler（1843 - 1926）
- エーミール・ヒルシュ Emil Hirsch（1851 - 1923） - ルクセンブルク出身のラビで、ザームエル・ヒルシュの子
- スティーヴン・サミュエル・ワイズ Stephen Samuel Wise（1874 - 1949）
- ユダ・レオン・マグネス Judah Leon Magnes（1877 - 1948）
- アバ・ヒレル・シルヴァー Abba Hillel Silver（1893 - 1963）

## ドイツ語圏
- イスラエル・ヤーコプゾーン
- モーゼス・メンデルスゾーン
- レーオポルト・ツンツ Leopold Zunz
- アーブラハム・ガイガー
- ザームエル・ヒルシュ Samuel Hirsch
- アーロン・ホリン Aaron Chorin
- レーオ・ベック Leo Baeck

## 英語圏
- 1824年 サウスカロライナ州チャールストンで47人のユダヤ人の主導者であったアイザック・ハービ Isaac Harby が、ベス・エロヒーム信徒協会 Congregation Beth Elohim（congregation, 会衆 という意味のキリスト教用語を使用する）において、シャッバートの礼拝でヘブライ語の英訳を使用することを含む大きな変革を行うよう、請願を行う。
- 1842年 メリーランド州ボルテュイモアの Congregation Har Sinai が改革派の礼拝を採択
- 1845年 エマヌ・エル神殿 Temple Emanu-El（シナゴーグ）がニューヨーク市の最初の改革派の組織になる。
- 1846年 ラビ・アイザック・メイアー・ワイズがアメリカに来る
- 1855年 ドイツのラビ・ダーヴィト・アインホルン David Einhorn がアメリカに来る
- 1857年 ワイズが最初のアメリカのシッドゥール siddurである「ミンハーグ・アメリカン Minhag American」を書く
- 1869年 ポーランド出身のラビ・カウフマン・コーラー Kaufmann Kohler がアメリカに来る
- 1873年 ワイズがアメリカ・ヘブライ信徒連合（Union of American Hebrew Congregations）を設立
- 1875年 ヘブライ・ユニオン・カレッジがシンシナティに開設
- 1885年 改革派のラビのグループがピッツバーグ綱領 Pittsburgh Platform を採択
- 1889年 アメリカ・ラビ中央会議（The Central Conference of American Rabbis）が設立される
- 1903年〜1921年 カウフマン・コーラー Kaufmann Kohler、ヒーブルー・ユニオン・カレッジの学長をつとめる
- 1922年 スティーヴン・サミュエル・ワイズ Stephen S. Wise がユダヤ人宗教研究所 Jewish Institute of Religion をニューヨークに設立。1950年、ヘブライ・ユニオン大学と合併した。1954年ロサンジェルスに三つ目のセンターがオープンし、1963年エルサレムにも分校が設立された。
- 1937年 アメリカ・ラビ中央会議 が コランバス綱領 Columbus Platform として知られる "The Guiding Principles of Reform Judaism" を採択。
- 1976年 アメリカ・ヘブライ信徒連合、ヘブライ・ユニオン・カレッジ、アメリカ・ラビ中央会議が百周年記念の際に "Reform Judaism: A Centenary Perspective"（百年目の展望） を採択
- 1983年
- 1997年
- 1999年 アメリカ・ラビ中央会議が ピッツバーグで "A Statement of Principles for Reform Judaism" を採択
- 2003年

## 関連文献
- Chaim Stern, ed., Central Conference of American Rabbis. Gates of Prayer - for Shabbat and Weekdays. A Gender-Sensitive Prayerbook 1994 ISBN 0-88123-063-4 LoC: BM674.34.C46 DDC: 296.4-dc20
- Central Conference of American Rabbis, New York, and Union of Liberal and Progressive Synagogues, London. Gates of Prayer - The New Union Prayerbook for Shabbat, Weekdays and Festivals. Services and Prayers for Synagogue and Home.  1975 ISBN 0-916694-01-1 LC: 75-13752